# Torticollis
Torticollis of draaihals is de uiterst pijnlijke situatie waarin de nek niet vrij kan worden bewogen en vaak een asymmetrische dwangstand in meer of mindere mate optreedt. Zie voor neurologische oorzaken torticollis spasmodica. 

## Pathologie
De meest voorkomende, lichtste en onschuldige vorm is de gewone 'stijve nek' waarbij een spier in de hals (vaak de musculus sternocleidomastoideus of de musculus trapezius) stijf en pijnlijk is. Dit kan ontstaan na op de tocht zitten of langdurig in een ongemakkelijke houding moeten zitten, maar ook spontaan. Dit is niet ongewoon (enkele duizend gevallen per jaar melden zich bij de huisarts, maar veel meer mensen gaan er waarschijnlijk niet eens mee naar de dokter) en gaat spontaan over na 1-4 weken. De huisarts adviseert meestal warmte, in beweging blijven, eventueel een milde pijnstiller en vooral wat geduld.
Daarnaast zijn er vele andere aangeboren en verworven oorzaken mogelijk, die allemaal veel zeldzamer zijn. Er zijn echter ook zwaardere vormen van torticollis waarbij een opname in het ziekenhuis noodzakelijk is. Men zal dan proberen door toedoen van spierontspanners en pijnmedicatie de zwaarste symptomen weg te nemen.

## Alternatieve geneeswijze
Vanuit de osteopathie, chiropraxie en manuele therapie is er een andere visie op torticollis. Zij zien de oorzaak van veel rug- nek- of schouder-klachten als een blokkade in de wervelkolom. De wervels zijn gewrichten, door de vorm van de wervel kan zich het facetgewricht blokkeren. De wervel zit daardoor vast in een gedraaide en enigszins gekantelde positie. Het hoofd kan nog draaien in de richting waarin de wervel geblokkeerd zit, maar niet meer in de andere richting aangezien het gewricht niet meer in die richting kan bewegen.
De wervelkolom zorgt ervoor dat het menselijk lichaam rechtop kan staan. De wervelkolom heeft daarvoor de kracht doordat hij een eenheid vormt. Wanneer een wervel blokkeert verliest de wervelkolom op die plaats zijn samenhang en daarmee zijn kracht en stabiliteit. De spieren rondom deze blokkade zullen zich samentrekken om te proberen de wervelkolom te ondersteunen. Hetzelfde kan ook op andere plaatsen van het lichaam gebeuren zoals bijvoorbeeld in de onderrug of tussen de schouderbladen. Het is een van de meest voorkomende oorzaken van rug- nek- of schouder-klachten.
Een osteopaat, chiropractor of manueel therapeut maakt het gewricht weer vrij waardoor meestal ofwel direct of anders de volgende dag reeds een verbetering merkbaar is.

## Symptomen
- Stijve nek die meestal niet zelfstandig naar de neutrale stand bewogen kan worden
- De pijn zit meestal tegenovergesteld van de zijde waarheen het hoofd gekanteld is[1]
- Asymmetrische dwangstand van het hoofd
- Verhoogde spiertonus.

## Behandeling
Aangezien de klachten meestal binnen enkele weken vanzelf verdwijnen is behandeling niet altijd noodzakelijk. 
Mogelijke behandelvormen zijn:
- Fysiotherapie, onder andere tractie of het verminderen van de spiertonus[2]
- Osteopathie of chiropraxie
- Behandeling met een halskraag
- Een milde pijnstiller.